# Кровохаркання
Кровоха́ркання (лат. haemoptoѐ, англ. Hemoptysis) — кашель з виділенням мокротиння, який містить у собі згустки крові, або відхаркування крові.
Кровохаркання є одним із найтиповіших симптомів легеневої кровотечі, у клінічній медицині ці два терміни є синонімами.
Причиною кровохаркання частіше бувають зміни в легенях туберкульозного характеру, а з нетуберкульозних уражень — пневмонії (крупозна, вірусно-геморагічна), бронхоектази, пухлини легенів (первинні або метастатичні), застій в легенях (недостатність серця — вади серця), судинні ураження бронхів і легенів — емболії гілочок легеневої артерії, тромбози, васкуліти (останні нерідко ревматичної природи), хвороби крові. Кровохаркання може бути вираженням геморагічного синдрому (геморагічний діатез, синдром Рандю-Ослера, вузликовий періартеріїт). Кровохаркання може бути ознакою паразитарних захворювань легенів (ехінокок легенів, аскаридоз, парагонімоз, стронгілоїдоз). Професійні захворювання (силікоз, силікатоз).
Псевдокровохаркання — це кровохаркання, але джерелом кровотечі можуть бути судини порожнини носа, носоглотки, ротової порожнини. Кров темна, не пов'язана з кашлем і не змішана з мокротинням.

## Причини
Кровохаркання виникає внаслідок:
- попадання еритроцитів у альвеоли з пошкоджених судин легенів (гострий легеневий набряк)
- пошкодження розширених ендобронхіальних судин, які формують коллатералі між легеневою та бронхіальною венозною системою (мітральний стеноз)
- некроз та кровотеча в альвеоли (інфаркт легенів);
- пошкодження слизової оболонки бронхів (туберкульоз);
- ушкодження легень та бронхів (механічне, термічне, хімічне та інш.)

Захворювання, які можуть супроводжуватись легеневою кровотечею з кровохарканням:
- Часті:
  - бронхоектатична хвороба (включаючи муковісцидоз);
  - туберкульоз, нетуберкульозні мікобактеріози;
  - абсцес легень;
  - забій або травма легень.
- Менш поширені:
  - інвазивний аспергільоз або мукоромікоз (аспергільома або грибкова куля);
  - легенева артеріовенозна мальформація;
  - бронховаскулярна нориця (наприклад, трахеобрахіоцефалічна артеріальна нориця в пацієнтів з хронічною трахеостомою);
  - патологія зсідання крові, стороннє тіло, ідіопатичний легеневий гемосидероз;
  - некротизуюча бактеріальна пневмонія, бронхіальна аденома;
  - емболія легеневої артерії з інфарктом легені;
  - септична емболія при ендокардиті тристулкового клапана;
  - легенево-ниркові синдроми (синдром Гудпасчера, СЧВ, гранульоматоз Вегенера);
  - розрив легеневої артерії внаслідок її катетеризації (балонним катетером Сван-Ганца).[3]

## Невідкладна допомога
При хронічному незначному кровохарканні як правило невідкладна допомога не потрібна. При легеневій кровотечі й значному кровохарканні слід розвантажити малий круг кровообігу: надати хворому положення напівсидячи з опущеними ногами, накласти джгути на нижні кінцівки, тепло — на низ живота і ноги. Заспокоїти хворого. Заспокійливі кашльові засоби. Холод на груди (з обережністю). Викликати швидку допомогу. При можливості — ін'єкційно ввести розчин транексамової кислоти.